# Нурмагомедов, Мурад Магомедзапирович
Мурад Магомедзапирович Нурмагомедов (Дагестанская АССР, РСФСР, СССР) — российский серийный убийца, совершивший убийство в Челобитьево в августе 2013 года и 3 убийства в Каспийске в декабре 2016 года. Также подозревался в убийстве своего знакомого в марте 2004 года, которое не удалось доказать.

## Биография

### Первое предполагаемое убийство
15 марта 2004 года Нурмагомедов позвал своего друга Рамазана Каяева к себе домой. В сопровождении ещё одного друга Каяев подошёл и поинтересовался, когда ему вернут определённую сумму денег, которую он дал Нурмагомедову, на что тот ответил, что необходимой суммы у него ещё нет. На следующее утро Каяеву позвонил его друг и сообщил, что он собрал деньги. Удивлённый этой новостью, он сел в машину и поехал к дому Нурмагомедова.
Когда Каяев уехал, жена и друзья забеспокоились о нём и решили позвонить ему на мобильный, но ответа не получили. Затем они подали заявление в местное отделение полиции, в результате чего Нурмагомедова задержали для допроса по делу. На допросе он отрицал свою причастность к исчезновению Каяева, утверждая, что пришёл к нему домой, взял деньги и тут же ушёл. Из-за отсутствия доказательств для обвинения Нурмагомедова отпустили. Действия отдела подверглись критике со стороны членов семьи Каяева, особенно его матери: все считали, что Нурмагомедова покрывал его дядя Хейзудин Абдурашидов, бывший сотрудник милиции, а ныне начальник МУП «Очистные сооружения» Каспийска, после чего на протяжении более десяти лет никаких действий по делу не произошло.

### Доказанные убийства
В августе 2013 году в деревне Челобитьево Мытищинского района Московской области Нурмагомедов нанёс несколько ударов кухонным ножом своему знакомому Чернышёву. От ранений тот скончался на месте. Нурмагомедов затем захоронил его труп в 15 метрах вблизи автомобильной дороги. Остальные убийства были совершены в Каспийске у него дома, где он устроил притон для наркоманов. 6 декабря 2016 года в результате ссоры, возникшей между Нурмагомедовым и его знакомым Адуевым во время совместного употребления наркотиков, он не менее четырёх раз ударил его ножкой от стола по голове. Тот скончался на месте. Тело закопал во дворе. 10 декабря 2016 года при схожих обстоятельствах он убил Баширову, которую зарезал и тоже захоронил труп во дворе. 25 декабря 2016 года новой жертвой Нурмагомедова стал его 38-летний знакомый Айвазов, которому он «на почве личных неприязненных отношений» нанёс не менее пяти ударов топором по голове. Его тело он спрятал в сарае под ковром.

### Арест, следствие и суд
На следующий день после исчезновения Айвазова, 26 декабря 2016 года, Нурмагомедов поехал на автомобиле жертвы в дом своего тестя, где автомобиль сразу же признали принадлежащим пропавшему мужчине. В результате Нурмагомедов был арестован и допрошен о недавних убийствах, при этом он признал ответственность за все пять известных ему убийств, включая убийства Каяева и Чернышёва. Когда его спросили о деле Каяева, он заявил, что расчленил тело после того, как убил его, засунув голову и руки в бочку, а остальные останки сложили в мешок и выбросили возле очистных сооружений. Затем Нурмагомедов показал властям, куда он сбросил останки Каяева и что продал запчасти от своей машины в Манасе.
Поскольку останки Каяева не были найдены, было решено, что ему не будут предъявлять обвинения по этому делу, а вместо этого предадут суду за другие четыре убийства, помимо обвинений в управлении наркопритоном и торговле наркотиками.
Также после задержания Нурмагомедова появилась информация, что он является бывшим сотрудником полиции, а также совершал преступления вместе с матерью. Однако в пресс-службе Следственного управления Следственного комитета России по Дагестану информацию, связанную с Мурадом Нурмагомедовым, не подтвердили. «Он не является ни действующим, ни бывшим сотрудником полиции. Про его маму в деле не упоминается, она с ним не проживала», – пояснил представитель следственного комитета Расул Темирбеков.
12 марта 2018 года Каспийский городской суд приговорил Мурада Нурмагомедова к 18 годам лишения свободы в колонии строгого режима. «Таким образом, его признали виновным в совершении преступлений, предусмотренных п. «а» ч. 2 ст. 105 (убийство двух или более лиц), ч. 1 ст. 228 (незаконный оборот наркотических средств), ч. 1 ст. 232 (организация либо содержание притонов), ч. 1 ст. 234 (незаконный оборот сильнодействующих веществ в целях сбыта) и ч. 1 ст. 166 (неправомерное завладение автомобилем без цели хищения) уголовного кодекса Российской Федерации.